# Laphria scutellata
Laphria scutellata là một loài ruồi trong họ Asilidae. Laphria scutellata được Macquart miêu tả năm 1835.